# Alcanó
Alcanó – gmina w Hiszpanii, w prowincji Lleida, w Katalonii, o powierzchni 21,12 km². W 2011 roku gmina liczyła 237 mieszkańców.